# 荒井閑窓
荒井 閑窓（あらい かんそう、嘉永5年2月15日（1852年3月5日）-1925年（大正14年）12月11日）は明治・大正期の館林の俳人。本名は荒井清三郎。小松宮彰仁親王の命名により庵号を対松亭とする。別号に不染居士、竹幹道人がある。

## 略歴
館林町鞘町（現・館林市仲町）で綿糸問屋「カネ正荒清」を営む荒井家の嫡子として生まれ、幼名を胤太郎といった。善導寺で漢学を学び華厓と号し、後に横山見左に俳諧を学んで養志堂閑窓と号したが、家業は資産50万円ともいわれる大商店であり俳諧に専念することは許されなかった。しかし家督を継ぐと一切を手代の井草金二に任せてしまい、一時は東京の湯島天神近くに住んで三森幹雄に指導を仰ぐなど俳諧三昧に暮らした。手代任せにした綿糸問屋は債務超過に陥り1905年（明治38年）に破産するに至った
。

## 人物
高潔で知られ、桐生の豪商書上文左衛門に求められて贈った多数の揮毫に対し金品の返礼があり、「先方の材料で稽古をさして頂いてかくの如き多大の報酬を受ける事は心苦しい」と断ろうとしたという逸話がある。